# 萨博博福斯动力
萨博博福斯动力公司(Saab Bofors Dynamics)，位于瑞典卡尔斯库加，是萨博集团的一个分部，专精导弹和反坦克武器开发。
它的前身就是著名的博福斯公司1873年创立，1999年萨博集团买下了博福斯的母公司摄氏公司，2000年9月，联合国防工业(UDI) 从萨博手中买下了博福斯系统的火炮部门，而萨博仍保有导弹部门。 
公司业务也包括雷达、红外光激光制导系统。

## 產品
- M/50反潛飛彈發射系統
- RBS 23（英语：RBS 23）
- RBS 70
- RBS 90（俄语：RBS 90）
- Lvrbv 701（英语：Luftvärnsrobotvagn 701）
- ASRAD-R（英语：ASRAD-R）
- RBS 15 AShM/LAM system反艦飛彈
- 金牛座巡弋飛彈
- AT4/AT4 CS/AT4 CS AST反裝甲火箭筒
- M3 84毫米無後座力炮（M3 MAAWS）
- MBT LAW反坦克飛彈
- RBS 56B BILL2反戰車飛彈（英语：RBS 56B BILL 2）
- AMOS120毫米自走迫擊炮
- STRIX120毫米自走迫擊炮（英语：Strix mortar round）
- MK110 57毫米70倍徑艦炮（英语：Bofors 57 mm L/70 naval artillery gun）
- CBJ-MS個人防衛武器
- Ak 5C/CF突擊步槍

## 外部连結
- Saab AB
- Saab Bofors Dynamics